# Gare de Baraqueville - Carcenac-Peyralès
Gare de Baraqueville - Carcenac-Peyralès vasútállomás Franciaországban, Baraqueville településen.

## Vasútvonalak
Az állomást az alábbi vasútvonalak érintik:
- Castelnaudary–Rodez-vasútvonal

## Kapcsolódó állomások
A vasútállomáshoz az alábbi állomások vannak a legközelebb:
- Gare de Luc-Primaube (Gare de Rodez)
- Gare de Naucelle (Gare de Castelnaudary)